# Арсениевич, Стефан
Стефан Арсениевич (серб. Стефан Арсенијевић, 11 марта 1977, Белград) — сербский кинорежиссёр и сценарист.

## Биография
Окончил Факультет драматического искусства в Белграде. Снял несколько короткометражных лент. Мировую известность ему принес фильм Любовь и другие злодейства (2008).

## Избранная фильмография
- 2002: Mala jutarnja prica, короткометражный
- 2003: (A)Torzija, короткометражный (номинация на Оскар, Золотой медведь Берлинского МКФ, премия Европейской киноакадемии и др.)
- 2005: Lost and Found (коллективный проект)
- 2008: Любовь и другие злодейства/ Љубав и други злочини (премии за режиссуру на МКФ в Софии и Висбадене)
- 2011: Не забывай меня, Стамбул/ Do Not Forget Me Istanbul (коллективный проект)
- 2021: Пока я могу идти/ Страхиња Бановић